# الغارات الجوية المصرية على جنوب السعودية
الغارات الجوية المصرية على جنوب السعودية هو قصف مصري لفترات متقطعة عن طريق سلاح الجو وبعض القطع البحرية المتمركزة في البحر الأحمر لمدن وقرى جنوب السعودية المحاذية لليمن الشمالي خلال أحداث ثورة 26 سبتمبر في 1962.

## الخلفية التاريخية والأسباب
قامت الحكومة السعودية بدعم الملكيين واحتضنت الإمام البدر ورجاله وقدمت لهم الدعم العسكري واللوجستي لأنها كانت تعتقد أن التمدد الناصري يهدد وجودها، بينما قامت حكومة مصر بدعم الجمهوريين بقيادة عبد الله السلال وأرسلت الجيش المصري إلى اليمن لأنها كانت تريد تعويض انفصال سوريا عن الجمهورية العربية المتحدة بتحقيق مكاسب جديدة لها.

## قصف جازان
جازان كانت من أوائل المناطق التي طالتها الغارات المصرية، نظرًا لقربها من مسرح العمليات في شمال اليمن.
- استخدمت القوات الجوية المصرية طائرات ميغ 17 وميغ 19، ونفذت ضربات جوية دقيقة على مواقع عسكرية سعودية حدودية.
- تم قصف مخازن تموين ومعسكرات حدودية كانت تستخدم لنقل الإمدادات للملكيين.
- الغارات أحدثت حالة من الفزع والارتباك داخل القيادة السعودية، التي لم تتوقع أن تمتد أيدي القاهرة إلى أراضيها بهذه الجرأة.

هذه الضربات اعتبرت بمثابة صفعة على وجه المؤسسة العسكرية السعودية، حيث اخترقت مصر المجال الجوي السعودي دون مقاومة تُذكر.

## عسير
منطقة عسير كانت هدفًا مهمًا ضمن حملة مصر العسكرية، خصوصًا بسبب احتضانها لخطوط دعم خلفية للملكيين.
- نفذت الطائرات المصرية غارات على مناطق تمركز سلاح الحدود السعودي ومهابط الطائرات البسيطة.
- يُذكر أن الضربات وصلت في بعض الحالات إلى أطراف مدينة أبها، في ظل عجز كامل للدفاعات السعودية عن التصدي.
- تم تدمير عدة منشآت لوجستية، وجرى توثيق حالة من الشلل في تحركات الجيش السعودي في تلك الجبهة.

تدخل عبد الناصر هنا لم يكن فقط عسكريًا، بل سياسيًا أيضًا، حيث أراد أن يُظهر للمنطقة كلها أن الجيش المصري يمكنه أن يفرض مشيئته حتى داخل الأراضي السعودية.

## نجران
نجران كانت ذات أهمية قصوى، كونها نقطة عبور رئيسية للإمدادات نحو مواقع الملكيين.
- قصفت الطائرات المصرية معسكرات سعودية صغيرة ومخازن إمداد ومواقع تجمع لقوات محلية.
- في إحدى الغارات، دمرت مصر مركز قيادة ميداني بالكامل، في واحدة من أقوى الضربات المباشرة على الأرض السعودية.
- السعوديون لم يملكوا حينها سوى الشكوى في المحافل الدولية، بينما كانت الطائرات المصرية تعود بسلام إلى قواعدها في اليمن.

الضربات الجوية المصرية في نجران كانت رمزًا صارخًا لتفوق القاهرة العسكري والاستخباراتي في مقابل ضعف، بل عجز سعودي مخزٍ عن حماية سيادته.

### إعلان الاستنفار في السعودية
أعلنت الحكومة السعودية استنفار جميع وحداتها العسكرية وفتحت مراكز التدريب في مختلف أنحاء المملكة وانضم آلاف الشباب المتطوعين، وقالت وزارة الدفاع السعودية في بيان لها:
| الغارات الجوية المصرية على جنوب السعودية | " بناء على قرار مجلس الدفاع الوطني، تطلب وزارة الدفاع والطيران ما يلي: • على جميع أفراد القوات المسلحة من ضباط، وصف ضباط، وجنود، العودة إلى وحداتهم. • على مديري الخطوط الجوية السعودية، ومديري مكاتب الخطوط الجوية، إركاب المجندين الذين يراجعون من الضباط وصف الضباط والجنود في الداخل والخارج بموجب الوثائق التي يحملونها، والرفع بعد ذلك بالبيانات لتأييد هذا الاركاب من قبل الجهات المختصة، والله ولي التوفيق. وأصدرت هذه الوزارة في اليوم نفسه، إلى الشعب البيان الآتي: أيها المواطنون الكرام: " تنفيذاً لقرار مجلس الدفاع الأعلى، بتعبئة القوى العاملة للشعب السعودي الآبي، تعلن وزارة الدفاع والطيران للمواطنين الكرام، أنها تفتح اعتباراً من يوم السبت الموافق 16 شعبان سنة 1382، خمسة مراكز لتدريب أبناء الشعب على حمل السلاح لمواجهة أي عدوان غاشم يقع على أرضنا المقدسة. وذلك في كل من مدن الرياض، والدمام، وجدة، والطائف، وأبها، من الساعة التاسعة والنصف إلى 12 كل يوم، عدا يومي الخميس والجمعة. " كما يشترط في كل متطوع أن يكون سعودي الجنسية، ولا يزيد عمره عن 40 ولا يقل عن 18 ويستوفي اللياقة الجسمانية للتدريب. فعلى كل متطوع أن يتقدم لتسجيل اسمه لدى كل إمارة في كل من المدن المذكورة. " أما بالنسبة للمواطنين المقيمين خارج هذه الحدود، فعلى المتطوعين منهم تسجيل أسمائهم لدى مكاتب إماراتهم ليزود بها الجيش حسب أسبقية التسجيل لتتخذ الإجراءات اللازمة بشأنهم. " وفق الله الجميع لما فيه خدمة الوطن العزيز والدين الحنيف ". | الغارات الجوية المصرية على جنوب السعودية |

### انشقاق طيارين سعوديين
في يوم الثلاثاء الموافق 2 أكتوبر من عام 1962 انشق بعض الطياريين السعوديين المتأثرين بالناصرية والفكر القومي العربي وطلبوا اللجوء السياسي في مصر بعد أن كانوا مكلفين بمهمة إرسال السلاح والذخيرة إلى الملكيين لكنهم عصوا الأوامر وتوجهوا بطائراتهم من طراز cr3b إلى القاهرة والطياريين هم عبد الكريم أحمد مقبل القحطاني وعمر ازميلي ورشاد شاشة وأحمد حسين، وتسببت هذه الحادثة بقطع العلاقات الدبلوماسية بين البلدين في نوفمبر 1962 بعد أن رفضت مصر طلب سعودي بتسليم الطياريين اللاجئين والطائرات.

### مشاركة الطيار حسني مبارك
شارك الرئيس المصري الأسبق حسني مبارك في إحدى الطلعات الجوية على مدينة أبها عندما كان برتبة عقيد آنذاك في سلاح الجو المصري.[بحاجة لمصدر]

### المعارضون السعوديون في الحرب
شارك المعارض السعودي ناصر السعيد ومجموعة من المعارضين السعوديين القتال إلى جانب الجيش المصري والجمهوريين اليمنيين واعتبروا ذلك كفاح مسلح مشروع.

### نهاية القصف
في أغسطس من عام 1967 وبعد شهرين من نكسة 67 حصل اجتماع قمة بين القادة العرب في الخرطوم عرفت القمة باسم قمة اللاءات الثلاثة أكدوا فيها على وحدة الصف العربي وإيقاف الحرب الأهلية في شمال اليمن ودعم السعودية وليبيا والكويت لمصر والأردن ماديا وشهدت القمة الصلح بين جمال عبد الناصر مع الملك فيصل بن عبد العزيز منهيه بذلك توتر في العلاقات استمر عدة سنوات بين البلدين.